# 嫌疑人X的献身 (2017年电影)
《嫌疑人X的献身》（英語：The Devotion of Suspect X），是一部于2017年上映的中国电影。该片改编自日本推理作家东野圭吾的同名小说，由苏有朋执导，王凯、张鲁一領銜主演，林心如特別主演，2017年3月31日于中国大陆上映。

## 剧情简介
由于一桩离奇的命案，警方高级顾问唐川重逢多年老友石泓，却由于立场的改变和对方展开了一场亦敌亦友的天才较量，而被警方列为“嫌疑人”的陈婧则是这场较量的核心。为命案所纠缠的三个人既放不下对彼此深刻的感情，又希望忠于内心的清白，一步步走向无法挽回的遗憾结局。

## 演員表
| 演员   | 角色     | 介绍                                                                                     |
| ------ | -------- | ---------------------------------------------------------------------------------------- |
| 王凯   | 唐川     | 天才物理学家。為石泓之高中同學，深知其性格進而推理出凶殺案的真正凶手                     |
| 张鲁一 | 石泓     | 天才数学家，喜欢陈婧。世界繞著數學轉，曾嘗試自殺却被陳婧無意間所救。                     |
| 林心如 | 陈婧     | 現為欣欣小吃的老闆娘。曾任職於夜總會，因躲避好賭的前夫而帶著女兒四處搬遷。為凶殺案真兇。 |
| 葉祖新 | 羅淼     | 刑警，思路新穎，觀察力敏銳，负责侦查傅坚遇害案。                                         |
| 邓恩熙 | 陈晓欣   | 陈婧的女儿                                                                               |
| 侯明昊 | 少年唐川 |                                                                                          |
| 焉栩嘉 | 少年石泓 |                                                                                          |
| 成泰燊 | 騰坤     | 陳婧於夜總會任職時之熟客。                                                               |
| 赵阳   | 傅坚     | 陈婧的前夫，被陈婧杀害。                                                                 |
| 丁冠森 | 曹偉     |                                                                                          |
| 任熙青 | 吴大庆   |                                                                                          |

## 电影歌曲
| 曲别   | 歌名 | 演唱者 | 作词 | 作曲   |
| ------ | ---- | ------ | ---- | ------ |
| 主题曲 | 清白 | 陈洁仪 | 林夕 | 常石磊 |

## 反响
时光网影评：“虽然大量的模仿和拼贴，令这版中国电影不至于"玩砸"，但最终呈现出的感觉还是过于中规中矩了，以至毫无惊喜落于平庸。”